# ال‌اف‌او (گروه موسیقی)
ال اف او (به انگلیسی: Lyte Funkie Ones (LFO)) یک گروه موسیقی آمریکایی است که در سال ۱۹۹۵ در نیوبدفورد از ماساچوست شروع به کار کرد. اعضای اولیه گروه عبارتند از ریچ کرونین، برایان گلیس و برد فیکتی بودند. دو کاور از ترانه های ایوان الیمن و
نیو کیدز آن د بلاک باعث راه یابی آنها به چارت موسیقی بریتانیا شد.

## سال های فعالیت
در سال ۱۹۹۹ ، گلیس برای پیگیری موسیقی به شکل انفرادی، گروه را ترک کرد. اما با پیگیری کرونین برای ادامه فعالیت گروه، کرونین و فیکتی به آمریکا بازگتند . بعد از برگزاری یک هنرآزمایی عمومی، لیما برای همراهی گروه انتخاب شد. در همان سال اولین آلبوم آنها به نام ال اف او بیش از دو و نیم میلیون نسخه فروش داست. ترانه های دختران تابستان و دختری در تلویزیون از این گروه مورد توجه قرار گرفت و رده های سوم و دهم چارت موسیقی سالانه آمریکا را به خود اختصاص داد. آلبوم بعدی آن ها در سال ۲۰۰۱ منتشر شد که توفیق آلبوم قبلی را به دست نیاورد. بعد از آن گروه تصمیم گرفت که به فعالیت موسیقی ادامه ندهد. در سال ۲۰۰۹ گروه مجدداً فعالیت خود را از سر گرفت .

## مرگ زودهنگام کرونین
پس از تشکیل مجدد گروه، خبر تولید آلبوم و ترانه های جدید نیز اعلام شد. اما مرگ ریج کرونین، خواننده اصلی گروه، در سپتامبر۲۰۱۰ برنامه های گروه را متوقف کرد. لیما دیگر عضو گروه نیز در چهل و یک سالگی و در نوامبر ۲۰۱۸ به علت سرطان فوت شد و کلیه برنامه ها برای ادامه مجدد فعالیت های گروه نیز از بین رفت.

## اعضا
- ریچ کرونین (۱۹۹۵–۲۰۰۲، ۲۰۱۰-۲۰۰۹ ، فوت در۲۰۱۰ )
- برد فیکتی (۱۹۹۵–۲۰۰۲، ۲۰۱۰-۲۰۰۹، ۲۰۱۸-۲۰۱۷)
- دوین لیما (۱۹۹۹–۲۰۰۲، ۲۰۱۰-۲۰۰۹، ۲۰۱۸-۲۰۱۷ ، فوت در۲۰۱۸ )
- برایان گلیس (۱۹۹۵ تا ۱۹۹۹)